# Епархия Парраля
Епархия Парраля (лат. Dioecesis Parralensis) — епархия Римско-католической церкви с центром в городе Парраль, Мексика. На территории епархии проживает около 390 тыс. католиков, действует 18 приходов.Общая площадь епархии:43 674 км2.

## История
11 мая 1992 года Римский папа Иоанн Павел II издал буллу «Qui de Ecclesiis», которой учредил епархию Парраля, выделив её из Архиепархия Чиуауа.

## Ординарии епархии
- епископ José Andrés Corral Arredondo (11.07.1992 — 24.12.2011);
- апостольский администратор Constancio Miranda Wechmann  (с 5 января 2012 г. по 27 июня 2012 г.)[1]
- епископ Eduardo Carmona Ortega (с 27 июня 2012 г. по 6 ноября 2019 г.) [1]